# Poecilosomella subpilimana
Poecilosomella subpilimana är en tvåvingeart som beskrevs av Papp 2002. Poecilosomella subpilimana ingår i släktet Poecilosomella och familjen hoppflugor. Inga underarter finns listade i Catalogue of Life.